# 特南克斯
特南克斯 (日語：トランクス)，是日本漫畫家鳥山明《七龍珠》和改編系列中登場的虛構角色，其名字來自一種叫作Trunks的男用短褲。日本聲優為草尾毅、嬰兒時期聲優為鶴弘美。

## 簡介
貝吉達和布瑪的兒子，是賽亞人和地球人的混血兒。在作品中，從別的次元的未來來的特南克斯和現代住的特南克斯都有登場，不過，兩者性格極端不同。作者鳥山說，“說白了，他們不是同一個人。人類是根據成長環境而變化的好例子”。藍眼睛和紫色頭髮是遺傳到母親布瑪。
在作品中是罕見的美少年角色，鳥山也表示“他是以女性層面為目標描繪出來的角色”。事實上，未來的特南克斯在女性七龍珠愛好者心中的人氣很高，人造人篇的人氣投票排名第 3 名，在魔人普烏篇的人氣投票中也維持在第 3 名。
在原作中出現特南克斯時，擔任日本配音的草尾毅先生半開玩笑地表示“在動畫前自己就想擔任”。關於童年時期的特南克斯也有「最好是改變聲優」的意見，不過，根據動畫職員和編輯部的商量「讓特南克斯長大，說不定連載會繼續」的想法，就那樣童年期也讓草尾先生連任。『Z』當時「突然的改變，會不會讓觀眾感到反感」「讓自己的聲音變成的 8 歲很不容易的心情。這個嘛，就當做他是一個半個宇宙人的血統（笑）”這樣想著來配音的在之後的採訪中，童年時期的特南克斯與青年期留下了“雖然是同一個人，但是稍微有些不同”的感覺，在重新配音的《七龍珠改》中，根據至今為止的經驗和仍記得的故事情節，和說話比當時還要更年輕。為了降低年齡感，所以不斷地努力改變。。
鳥山評述道，“如果重生的話，我想讓他成為過去沒有痛苦的人（現代）的特南克斯”。理由是“有錢，强大，受歡迎”。另外，他說角色中最有時尚感的是特南克斯。總作畫監督的前田實先生提到“特南克斯的畫面中，艱難的是處理他飄逸的頭髮”。
《七龍珠 TRUNKS THE STORY -唯一的戰士-》是人造人篇以未來的特南克斯為主角的番外篇，1992年12月31日連載於原作第 33 卷「賽魯遊戲開始」p.166-p.184。其後改編成電視電影動畫，劇本家戶田博史先生將原作劇情再擴張，於1993年2月24日播映《七龍珠Z 向絕望反抗!!殘存的超戰士‧悟飯與特南克斯》，片長為48分鐘。

## 特南克斯（未來）
於原作第 28 卷：其三百三十「弗利沙父子，降臨地球」及動畫《七龍珠Z》第119話「我來打敗弗利沙...等待孫悟空的謎樣少年」中出現一名身揹著一把由布里夫博士鍛造而成的劍、親手將弗利沙父子擊敗的神祕少年—特南克斯。來自未來的特南克斯靈感來自阿诺·施瓦辛格主演的1984 年電影《魔鬼終結者》，也是影響《七龍珠》原作的美國電影之一。

### 概要
Age 766出生，身高190公分、体重60公斤。興趣是擺弄機器。喜歡的食物是便利商店的便當。喜歡的交通工具是時光機。根據負責聲音的草尾說“也許要讓出貝吉達展現的地方”。根據劇本家小山高生先生所說，初期設定是“為了和悟空作戰而從未來開始的方案”。為了改變悲慘的歷史，在作品中的世界打倒人造人，因為是平行世界，本人也知道在自己的未來世界不會發生任何變化，但即使如此，為了創造“打倒人造人的世界”，協助悟空先生他們的過程中也提高了自己的實力水準。同時因為在悽慘的環境中成長，所以個性較為沉著，但是容易感到自滿。
通称「未来特南克斯」、「青年特南克斯」。以孫悟飯為師。也能變身成為超級賽亞人，在現代登場有與當時的孫悟空實力相當的水準。擅長劍術，與孫悟空不同的是特南克斯對於敵人毫不留情，瞬間斬殺企圖抹殺地球人而準備起飛的弗利沙，不給弗利沙任何反擊的空閒，將其撕裂成八塊，用氣功波將其消滅，甚至將克魯德王秒殺（動畫版添加了克魯德王被特南克斯重創後害怕其强大而開始求饒），一擊打倒了父子倆。隨後向趕回到地球的孫悟空解釋來龍去脈後，回到未來。
三年後再次回到過去，發現與孫悟空等人對抗的人造人並不是熟悉的人造人17、18號而是19號與蓋洛博士本人，現代的17、18號與他時代的實力、個性相差一大截，甚至還多出一名16號。雖然隨父親修練到比17、18號更堅強的實力但不敵已經成為完全體的賽魯，在孫悟飯解決賽魯後與父親等人拜別後回到未來，且輕鬆解決了人造人17、18號，也趁勢解決了想要搶他時光機的第一型態賽魯。

### 七龍珠超（未来）
“未來”特南克斯篇再次登場。頭髮的顏色和動畫版《七龍珠超》復活的弗利沙篇以後的布瑪一樣被變更為藍色。劇中，與人造人賽魯的戰鬥已經結束10年以上。「賽亞人因為是戰鬥民族，為了奮戰，因此有很長的年輕的時間」，演技指導「用與以前差不多年輕的特南克斯吧」，草尾說「因為七龍珠的世界觀較硬，還殘留一些年輕氣息，稍微苦了演出的感覺」。
在未來特南克斯篇前曾與未來辛恩界王神共同對抗魔人普烏的復活，此役中也覺醒變身超級賽亞人２，代價是未來辛恩界王神與吉比特不幸戰死，但特南克斯不知道的是新的敵人黑悟空正在遠處窺探他們。隨後特南克斯也修行到能與超級賽亞人３對抗的實力（動畫版改為敵不過超級賽亞人３的悟空），可是依然打不過黑悟空，走投無路的未來特南克斯回到過去尋求孫悟空與貝吉達的幫忙。經過一番苦戰，未來特南克斯得知界王神的弟子或隨從有復活之力，他曾經因為抵抗魔人普烏時成為未來界王神的弟子因此有復活之力，因此將奄奄一息的孫悟空恢復體力。眾人解決扎瑪斯後前往另一時空的未來世界。

## 特南克斯（現代）
現代世界出生的特南克斯曾經在人造人·賽魯篇以嬰兒的狀態在母親布瑪懷裡一起登場幾次，不過，真正地與故事糾繞是從魔人普烏篇。原作是在第 28 卷：其337「超戰士們集合」，動畫《七龍珠Z》第 126 話「沒有跡象的殺人鬼!誰才是人造人類!?」首次登場。
現代的特南克斯也擁有一把劍，是由勇者塔皮恩贈送的「勇者之劍」。關聯作品為1995年7月15日在日本上映的系列第 16 部劇場動畫《七龍珠Z 龍拳爆發!! 悟空捨我其誰》。
另外，虽然《龙珠超》和《龙珠GT》虽然都是延续《龙珠Z》时间线的故事，但是两部作品当中特兰克斯（现代）的人物设定是完全不同的。

### 概要
Age 766年出生，身高129公分（童年時期）、体重30公斤（童年時期）。興趣是玩電子遊戲。喜歡的食物是烤肉。喜歡的交通工具是運動空車。
通称「小特南克斯」「童年特南克斯」。是個有錢人家的富豪少爺因為生活在和平的時代，所以與父母的相處都是以自我為中心的性格，有著非常自大的性格。只是，即使是童年時代，對長輩和年長的人也用「さん」來稱呼。也有被父親貝吉達抱住的害羞場面。他是孫悟天的好朋友，兩人只有差1歲。同時，與未來的特南克斯一樣，現代的特南克斯也很仰慕孫悟飯，不同的是，他是由比達親自訓練。
在第25屆天下第一武道會少年組比賽中，實力不分上下卻在決賽中戰勝悟天，獲得了冠軍。隨後又與悟天以融合術成為戰士悟天克斯，與魔人普烏作戰。悟天克斯的傲慢性格，表現出了特蘭克斯和悟天的性格。另外，在《七龍珠 OVA 歸來! 孫悟空與他的同伴們!!》中首次登場的父親貝吉達的親弟弟，當他第一次知道自己的叔父——塔布爾的存在時，大吃一驚。和平之後和悟天一樣懶於修行。

### 七龍珠超（現代，主时空）
在電視動畫版《七龍珠超》的宇宙生存篇中，因為妹妹布拉出生，所以不能遠行。
動畫版的悟空以“實戰經驗太少”為由不讓特南克斯及悟天參與這場賽事。漫畫版的悟空主動提出“讓悟天和特南克斯參加怎麼樣呢？”貝吉達：「不要把小孩捲進來！」
最後在野生動物保護區與悟天、瑪倫一起替人造人類17號保護動物的工作。漫畫版《七龍珠超》中，人造人類17號：“交給你的兒子，真的沒問題嗎？”作為特南克斯的父親的貝吉達「特蘭克斯的實力你應該清楚吧？就算是小孩，也有一定實力。你放心吧！”
《龙珠超》漫画第88话中已经上了中学的特兰克斯和悟天开始效仿悟饭和比迪丽扮装为超人进行打击罪恶的活动，虽然最后成功捣毁了海德博士的僵尸工厂，但却也打坏了海德博士从胶囊公司购买的机器人，最后直接导致阿舞等人工作量骤增，自己也失去了跟阿舞约会的机会。
布尔玛在《龙珠超》漫画第89话当中表示特兰克斯只遗传了贝吉塔在战斗方面的天赋却对布尔玛擅长的科学方面一窍不通，而女儿布娜则相反（擅长科学方面而不擅长战斗）。

### 七龍珠GT（現代，平行世界）
特南克斯在Age 784 - 788年期間就任萬能膠囊公司的董事長。

『GT』第 2 話「我才是主角! 小芳踏上宇宙飛行的旅程!!」被父親貝吉達提議去找尋終極七龍珠之旅。戰鬥方面由於長年以來疏於修行經常陷入苦戰。不過對於特南克斯來說，最倒楣的是經常被小芳與悟空莽撞行動耍的團團轉。
因為特南克斯擁有格鬥特質，以及布瑪的小孩，擁有聰明的才智，懂得修理太空船和各種困境。這種設定在故事上取得角色平衡。

童年時期的特南克斯很頑皮的性格，直到《七龍珠GT》的時候，性格變得很老實。在『GT』中，特南克斯修理損壞的機器人吉魯、太空船，是終極七龍珠篇的探險隊裡最可靠的駕駛，對於機械非常熟練。

## 特別篇
- 1993年2月24日，七龍珠Z-SP2：七龍珠Z 向絕望反抗!!殘存的超戰士‧悟飯與特南克斯（第175話和第176話之間）
- 1993年8月6日，赛亚人灭绝计划（第195話和第196話之間）
- 2010年11月11日，超级赛亚人灭绝计划
- 2016年8月27日，七龍珠Z 復活的「F」 未来特南克斯篇

## 劇場版
- 1992年7月11日，龙珠Z 極限之戰!!三大超級賽亞人
- 1993年3月6日，龙珠Z 燃燒吧!!熱戰·烈戰·超激戰
- 1993年7月10，龙珠Z 銀河面臨危機!!身手不凡的高手
- 1994年3月12日，龙珠Z 危險的二人!超級戰士難以安枕
- 1994年7月9日，龙珠Z 超級戰士撃破!!勝利的勇士是我
- 1995年3月4日，龙珠Z 復活的融合!!悟空和達爾
- 1995年7月15日，龙珠Z 龍拳爆發!!悟空捨我其誰
- 2013年3月30日，龙珠Z 神与神
- 2015年4月19日，龙珠Z 復活的弗利萨

## 劇場版特別篇
- 2008年，唷!歸來的孫悟空與夥伴們!!

## 家谱
|  |  |      |      |      |      |      |      |  |  |        |        |        |        |        |        |  |  | 贝吉塔王 (贝吉塔三世) | 贝吉塔王 (贝吉塔三世) | 贝吉塔王 (贝吉塔三世) | 贝吉塔王 (贝吉塔三世) | 贝吉塔王 (贝吉塔三世) | 贝吉塔王 (贝吉塔三世) |          |          | 布里夫博士 | 布里夫博士 | 布里夫博士 | 布里夫博士 | 布里夫博士 | 布里夫博士 |        |        | 潘琪   | 潘琪   | 潘琪 | 潘琪 | 潘琪   | 潘琪   |        |        |        |        |  |  |
|  |  |      |      |      |      |      |      |  |  |        |        |        |        |        |        |  |  | 贝吉塔王 (贝吉塔三世) | 贝吉塔王 (贝吉塔三世) | 贝吉塔王 (贝吉塔三世) | 贝吉塔王 (贝吉塔三世) | 贝吉塔王 (贝吉塔三世) | 贝吉塔王 (贝吉塔三世) |          |          | 布里夫博士 | 布里夫博士 | 布里夫博士 | 布里夫博士 | 布里夫博士 | 布里夫博士 |        |        | 潘琪   | 潘琪   | 潘琪 | 潘琪 | 潘琪   | 潘琪   |        |        |        |        |  |  |
|  |  |      |      |      |      |      |      |  |  |        |        |        |        |        |        |  |  |                       |                       |                       |                       |                       |                       |          |          |            |            |            |            |            |            |        |        |        |        |      |      |        |        |        |        |        |        |  |  |
|  |  |      |      |      |      |      |      |  |  |        |        |        |        |        |        |  |  |                       |                       |                       |                       |                       |                       |          |          |            |            |            |            |            |            |        |        |        |        |      |      |        |        |        |        |        |        |  |  |
|  |  | 菇乐 | 菇乐 | 菇乐 | 菇乐 | 菇乐 | 菇乐 |  |  | 塔布尔 | 塔布尔 | 塔布尔 | 塔布尔 | 塔布尔 | 塔布尔 |  |  | 贝吉塔 (贝吉塔四世)   | 贝吉塔 (贝吉塔四世)   | 贝吉塔 (贝吉塔四世)   | 贝吉塔 (贝吉塔四世)   | 贝吉塔 (贝吉塔四世)   | 贝吉塔 (贝吉塔四世)   |          |          |            |            |            |            | 布尔玛     | 布尔玛     | 布尔玛 | 布尔玛 | 布尔玛 | 布尔玛 |      |      | 塔伊丝 | 塔伊丝 | 塔伊丝 | 塔伊丝 | 塔伊丝 | 塔伊丝 |  |  |
|  |  | 菇乐 | 菇乐 | 菇乐 | 菇乐 | 菇乐 | 菇乐 |  |  | 塔布尔 | 塔布尔 | 塔布尔 | 塔布尔 | 塔布尔 | 塔布尔 |  |  | 贝吉塔 (贝吉塔四世)   | 贝吉塔 (贝吉塔四世)   | 贝吉塔 (贝吉塔四世)   | 贝吉塔 (贝吉塔四世)   | 贝吉塔 (贝吉塔四世)   | 贝吉塔 (贝吉塔四世)   |          |          |            |            |            |            | 布尔玛     | 布尔玛     | 布尔玛 | 布尔玛 | 布尔玛 | 布尔玛 |      |      | 塔伊丝 | 塔伊丝 | 塔伊丝 | 塔伊丝 | 塔伊丝 | 塔伊丝 |  |  |
|  |  |      |      |      |      |      |      |  |  |        |        |        |        |        |        |  |  |                       |                       |                       |                       |                       |                       |          |          |            |            |            |            |            |            |        |        |        |        |      |      |        |        |        |        |        |        |  |  |
|  |  |      |      |      |      |      |      |  |  |        |        |        |        |        |        |  |  |                       |                       |                       |                       |                       |                       |          |          |            |            |            |            |            |            |        |        |        |        |      |      |        |        |        |        |        |        |  |  |
|  |  |      |      |      |      |      |      |  |  |        |        |        |        |        |        |  |  |                       |                       |                       |                       |                       |                       | 特南克斯 | 特南克斯 | 特南克斯   | 特南克斯   | 特南克斯   | 特南克斯   |            |            | 布拉   | 布拉   | 布拉   | 布拉   | 布拉 | 布拉 |        |        |        |        |        |        |  |  |